# Беренфенгер, Эрих
Эрих Беренфенгер (нем. Erich Bärenfänger; 12 января 1915 — 2 мая 1945) — немецкий офицер, участник Второй мировой войны, генерал-майор вермахта (с 28 апреля 1945), кавалер Рыцарского креста с Дубовыми листьями и Мечами. Покончил жизнь самоубийством.

## Начало военной карьеры
Призван на военную службу в октябре 1936, в пехотный полк. В апреле 1938 в звании унтер-офицера прошёл 4-недельные курсы подготовки офицеров резерва, в ноябре 1938 в звании фельдфебеля перешёл на службу в пограничный полк. В апреле 1939 получил звание лейтенанта резерва (то есть без окончания военного училища) и назначен командиром взвода.
Накануне начала Второй мировой войны пограничный полк, в котором служил лейтенант Беренфенгер, был переименован в 123-й пехотный полк (в составе 50-й пехотной дивизии).

## Вторая мировая война
В июне 1940 года 50-я пехотная дивизия приняла участие в завершении Французской кампании. Лейтенант Беренфенгер был ранен уже 6 июня, до середины июля был на лечении в госпитале, однако ещё в июне получил Железные кресты обеих степеней.
С сентября 1940 лейтенант Беренфенгер занимал должность адъютанта батальона.
В январе 1941 года 50-я дивизия была передислоцирована из Германии в Румынию, после 22 июня 1941 года наступала в направлении Одесса, Николаев, Перекоп, Севастополь.
В июле-августе 1941 в районе Николаева Беренфенгер был трижды ранен (получил серебряный знак за ранения), в конце сентября 1941 (у Перекопа) назначен командиром роты (получил звание старшего лейтенанта). В ноябре (в Крыму) вновь был дважды ранен, получил золотой знак за ранения и был награждён Золотым немецким крестом.
В конце декабря 1941 (под Севастополем) временно принял командование батальоном, с января 1942 вновь командир роты. В мае-сентябре вновь временный командир батальона, с августа 1942 — капитан, награждён Рыцарским крестом. С октября 1942 — командир батальона.
С ноября 1942 — в боях на Кавказском направлении. В мае 1943 награждён Дубовыми листьями (№ 243) к Рыцарскому кресту, с июня 1943 — майор.
С октября 1943 — вновь бои в Крыму (оборона). В январе 1944 награждён Мечами (№ 45) к Рыцарскому кресту с Дубовыми листьями.
С февраля 1944 — подполковник, в командном резерве.
С июня 1944 — в распоряжении фюрера гитлерюгенда в качестве инспектора лагерей военного обучения.
23 апреля 1945 назначен Гитлером военным комендантом зоны обороны Берлина вместо генерала Эрнста Кетера (англ. Ernst Kaether), который всего за сутки до того был назначен вместо Гельмута Рейманна). На следующий день заменён генералом Вейдлингом. 25 апреля приказом Гитлера произведён из подполковников в генерал-майоры и назначен комендантом обороны секторов А и Б в Берлине. 2 мая 1945 покончил жизнь самоубийством вместе с женой и шурином.

## Награды
- Железный крест 2-го класса (12 июня 1940)
- Железный крест 1-го класса (21 июня 1940)
- Нагрудный штурмовой пехотный знак в серебре (9 августа 1941)
- Нагрудный знак «За ранение»
  - в чёрном (1 июля 1940)
  - в серебре (9 августа 1941)
  - в золоте (10 января 1942)
- Крымский щит (2 ноября 1942)
- Орден Короны Румынии 5-го класса с мечами (13 августа 1941) (Королевство Румыния)
- Немецкий крест в золоте (26 декабря 1941)
- Орден «За храбрость» (7 февраля 1942) (Царство Болгария)
- Рыцарский крест Железного креста с дубовыми листьями и мечами
  - рыцарский крест (27 августа 1942)
  - дубовые листья (№ 243) (17 мая 1943)
  - мечи (№ 45) (23 января 1944)